# В'їзна брама садиби Чарнецьких
В'їзна брама садиби — пам'ятка архітектури національного значення, що розташована в смт. Любешів Волинської області (охоронний номер 1037/0).
Побудована у другій половині XVIII століття, належить до давніх пам'яток волинського бароко. Брама була лише частинкою цілого палацового комплексу, до залишків якого прилягає великий парк.

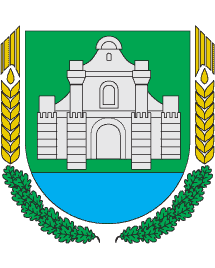
Герб колишнього Любешівського району

## Історія та значення пам'ятки
Садиба протягом XVIII століття належала шляхтичам із родів Вишневецьких, Замойських і Мнішеків. 1754 року її придбав Ян Антоній Чарнецький (1700—1774). Рід Чарнецьких завершив розбудову палацового комплексу, що включав в'їзну браму, та володів ним до Другої світової війни. Інші споруди комплексу переважно втрачені. Сама брама перебуває в аварійному стані. Владою області планується реставрація пам'ятки, облаштування прилеглих територій та створення музею.
Зображення брами вважається символом Любешівщини та було головним елементом герба Любешівського району.